# Arnebia ugamensis
Arnebia ugamensis är en strävbladig växtart som först beskrevs av M. Pop., och fick sitt nu gällande namn av Harald Harold Udo von Riedl. Arnebia ugamensis ingår i släktet Arnebia och familjen strävbladiga växter. Inga underarter finns listade i Catalogue of Life.